# Apiúna
Apiúna là một đô thị thuộc bang Santa Catarina, Brasil. Đô thị này có diện tích 493,529 km², dân số năm 2007 là 10270 người, mật độ 18,4 người/km².